# Inóc-hegység
Az Inóc-hegység vagy Vágmenti-Inóc (szlovákul: Považský Inovec) az Északnyugati-Kárpátokon belül a Belső-Kárpátok külső vonulatához tartozó hegység. Szlovákia területén található. 48 km hosszan húzódik Galgóctól északi irányban Trencsénig, ahol a Sztrázsó-hegységhez kapcsolódik. Itt található legmagasabb pontja, az Inóc (1042 m). A hegységben húzódik a Vág és a Nyitra vízválasztója.

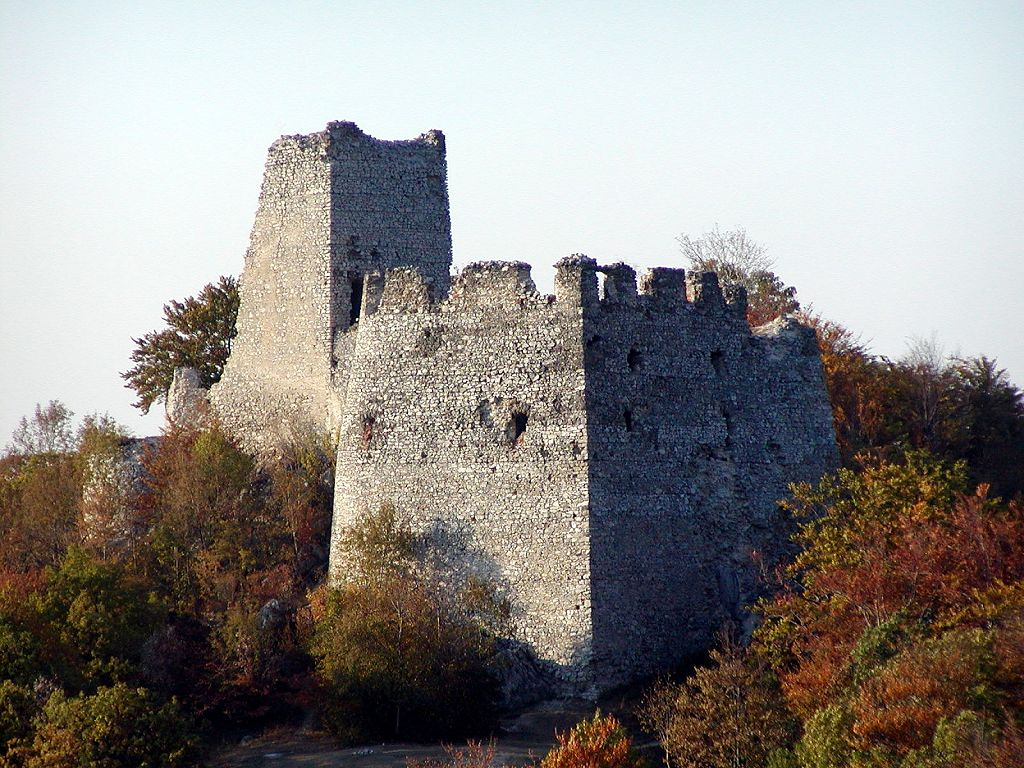
Temetvény vára

Az Inóc-hegységben áll a Galgóci Erdődy-kastély, a Beckói vár, a Nagytapolcsányi vár és Temetvény vára, valamint lábánál fekszik Pöstyén fürdőváros.

## Fordítás
- Ez a szócikk részben vagy egészben  a   Považský Inovec című angol Wikipédia-szócikk ezen változatának fordításán alapul.  Az eredeti cikk szerkesztőit annak laptörténete sorolja fel. Ez a jelzés csupán a megfogalmazás eredetét és a szerzői jogokat jelzi, nem szolgál a cikkben szereplő információk forrásmegjelöléseként.